# 深圳市可园学校

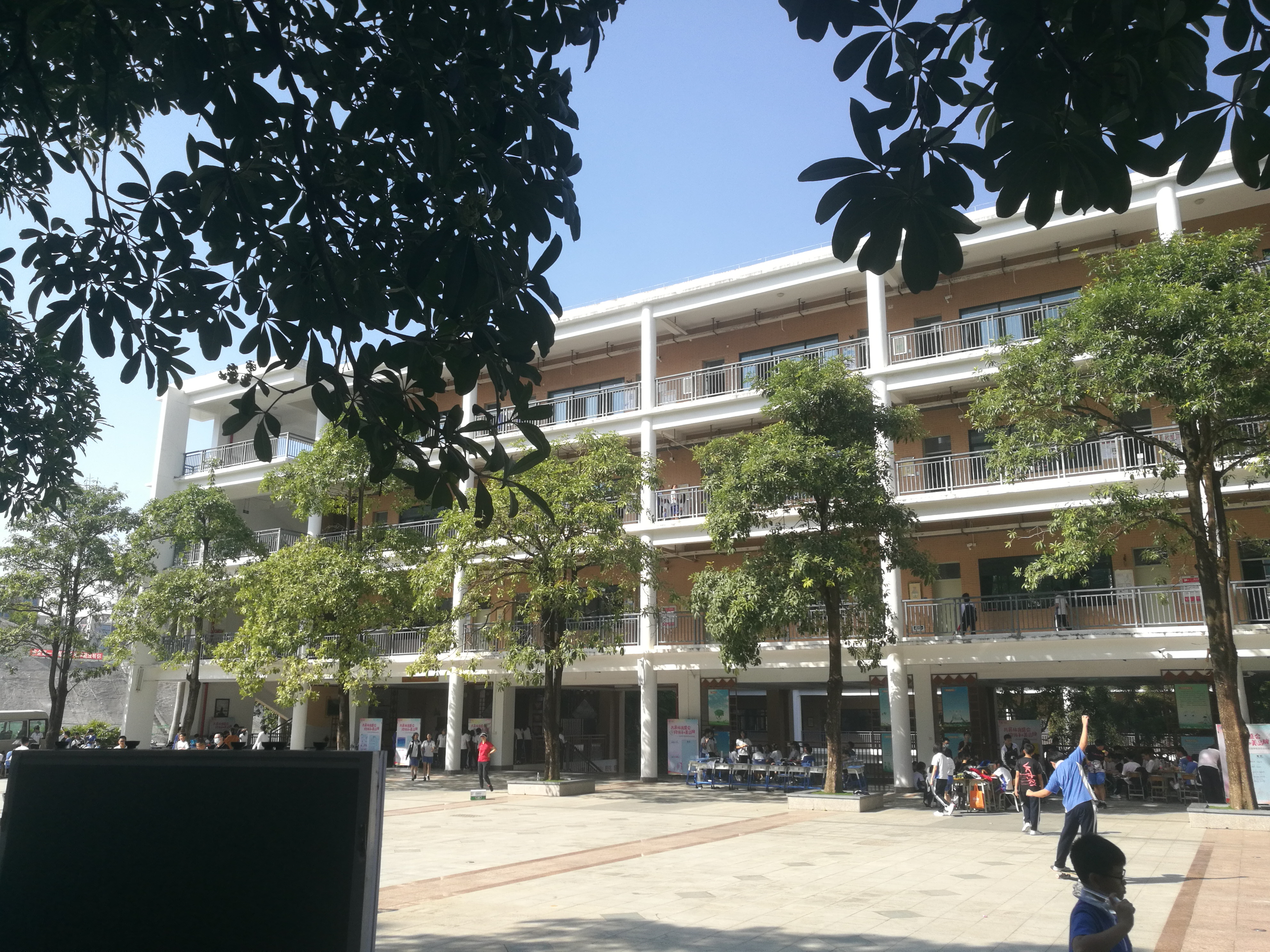
可园学校初中部广场

夜晚的可园学校校门口全景(2021)

深圳市可园学校位于中华人民共和国深圳经济特区龙岗区布吉街道可园社区，创立于2007年，是一所九年一贯制公办学校。开行政班合初中部（31个班）与小学部（36个班）共67个，由龙岗区教育局管辖，是华中师范大学龙岗附属中学教育集团的成员校。学校占地面积约3.7万平方米，总建筑面积20347平方米。

## 行政管理
学校设有德育处、教学处、总务处、安全办、科研处、礼仪部、共青团支部等多个部门。原校长为白方奎(任期:2007年-2021年)，现任校长为张建义。现任副校长为李粤梅、蔡金海。

## 办学理念
- 教育理念：山水可园，和美教育。
- 呼号：仁爱担当，追求卓越。

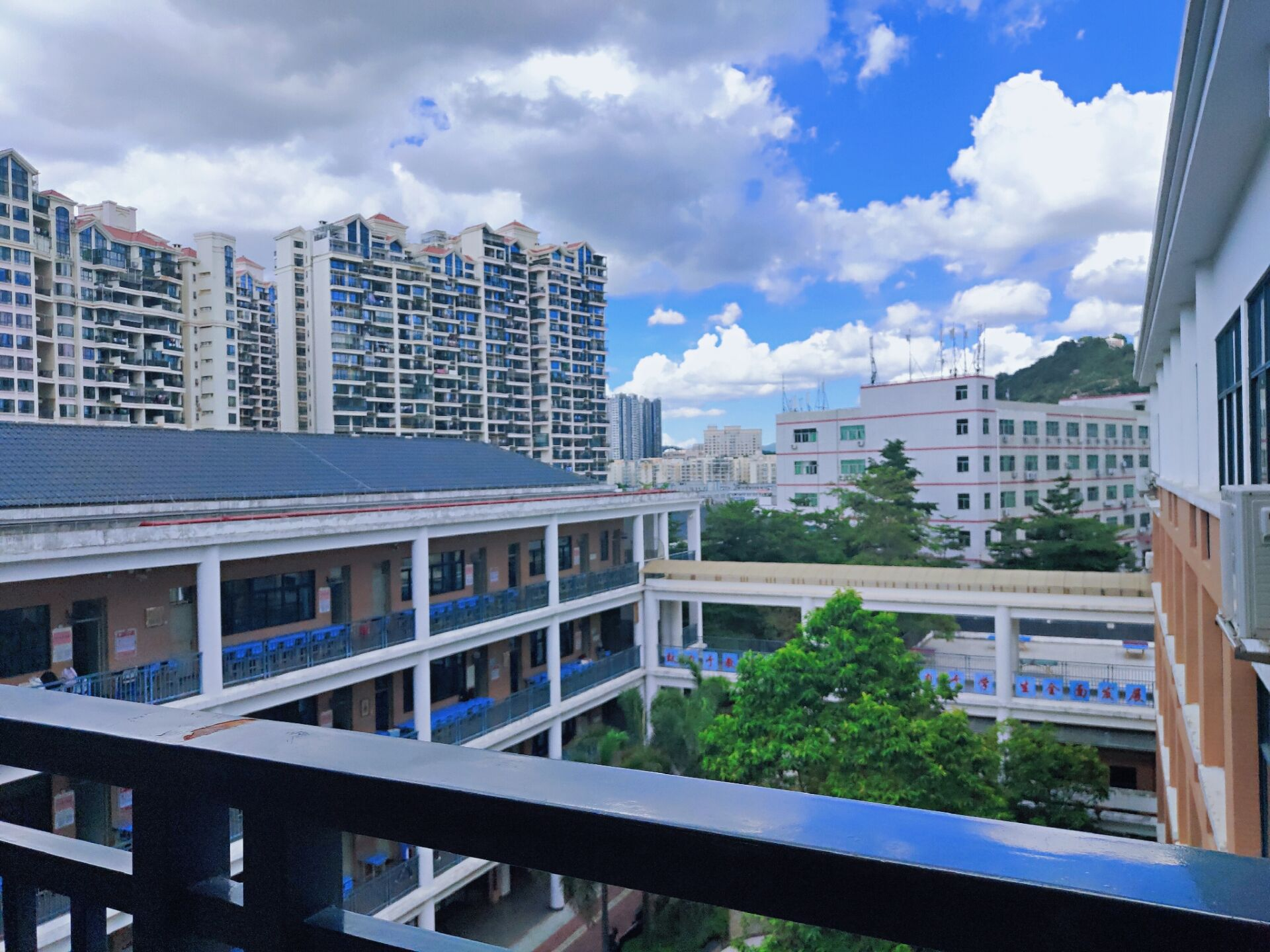
初中部教学楼内景
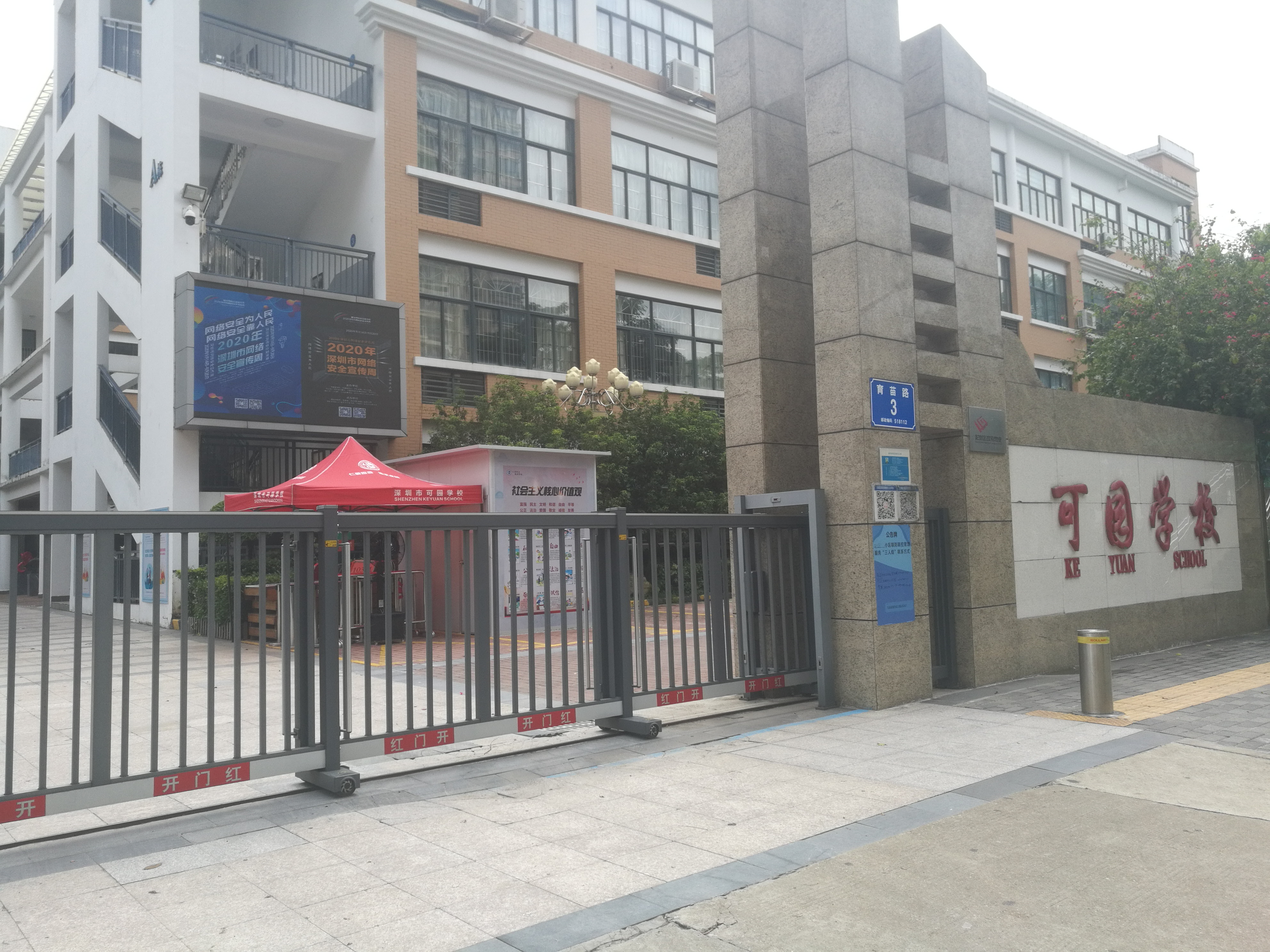
校门
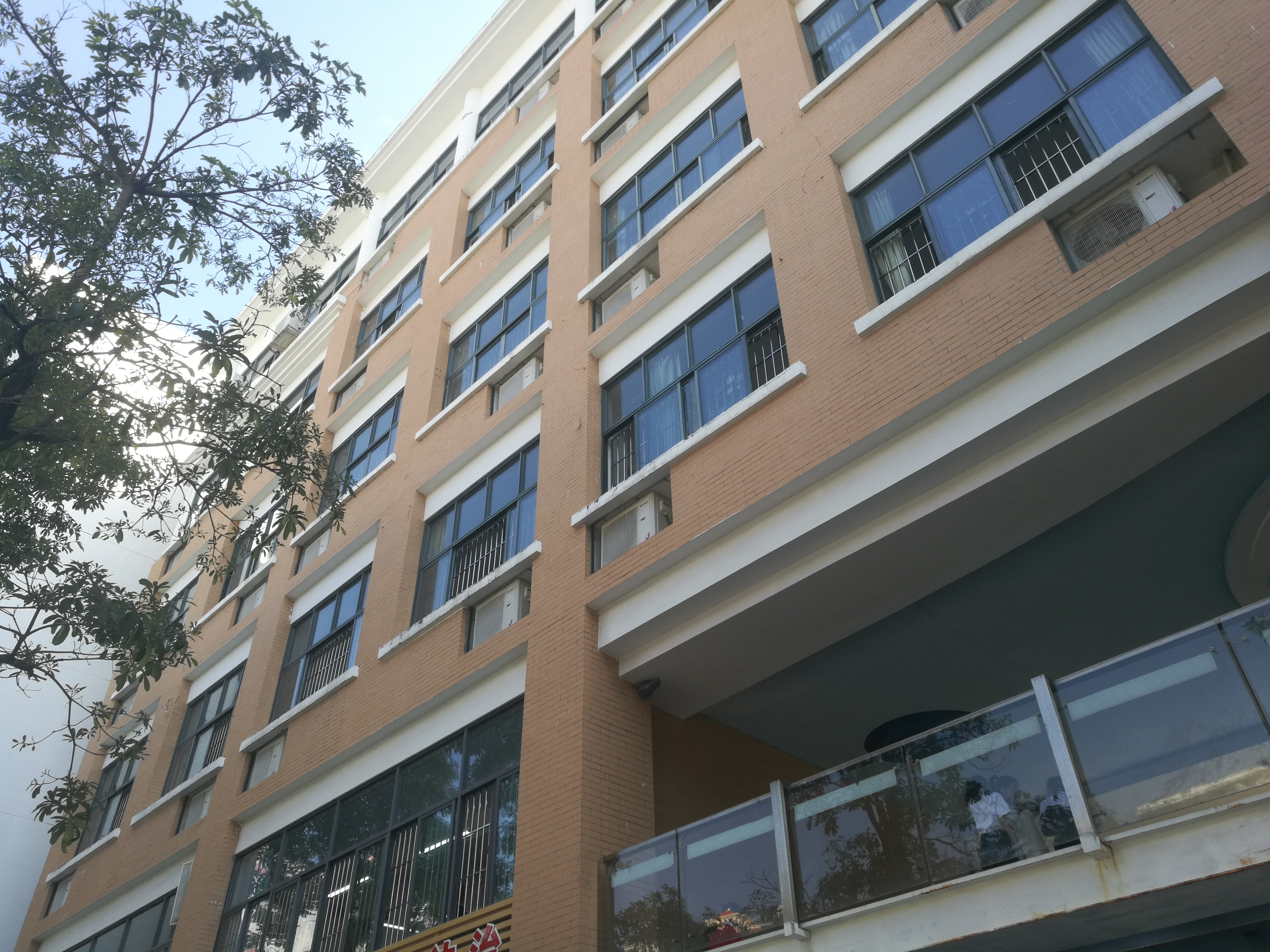
小学部教学楼外景

## 学生组织
可园学校设立了多个由学生自主管理的组织和高度自治的团体：
- 共青团可园学校委员会
- 可园校园之声广播站：学生自主管理组织，是全校唯一由学生自主管理的校级部门，非特殊情况下不受干涉，为学校的宣传机关与喉舌，为学校提供全天候的广播服务，设有独立的公众号。广播站设有三个部门，分别为主播部、导播部和编辑部，职位平等。广播站站员有选举权和被选举权，通过站员直选的方式选举出站长和两位副站长，选举周期为一年。
- 可园学校秘书处：一个学生自主程度较高的组织团队。
- 可园学校礼仪部：一个学生自主程度较高的组织团队，负责颁奖等仪式性项目。
- 可园学校学生会：学生自主管理组织，是为学生服务的团体。但可园学校学生会大多数情况下不为人知，甚至有的学生不知道学生会的存在。

可园学校还面向小学部和七年级学生设立了学生社团，由老师统一组织。

## 校务动态
2021年1月10日，经由龙岗区教育局正式任命，可园学校新一届校领导班子由张建义校长、李粤梅副校长、蔡金海副校长、邵红副校长组成。就职后，各位校领导分别做表态发言，并且在全体教职工大会上对校园2019冠状病毒病疫情防控方面进行部署。
受2019冠状病毒病影响，深圳市盐田区盐田港港区，深圳市龙岗区部分区域出现无症状感染者，深圳市进一步收紧疫情防控措施。5月31日，应布吉街道新型冠状病毒肺炎疫情防控工作小组要求，龙岗区第二人民医院和深圳市儿童医院为深圳市可园学校全体学生、教职工进行核酸检测，结果均为阴性。
2021年12月1日，华中师范大学附属可园学校挂牌成立，为教育资源匮乏的深圳市布吉片区填补了没有名校的空白。
2022年1月4日，共青团可园学校委员会进行团委书记改选，陆翠花任现团委书记，原团委书记王欢卸任。

## 招生
深圳市可园学校采取就近入学的原则。只要符合下列条件之一的小学毕业生就可以进入深圳市可园学校初中部就读：
居住地段位于九广铁路以东地段，布龙路、石芽岭以南属于深圳市
龙岗区布吉街道范围内的区域的学位房的儿童且具有深圳市龙岗区户籍，户籍地址与房产证地址一致。
符合深圳市"1+5政策"的非深圳户籍外来务工子女，且达到积分标准。
属于享受深圳市人民政府优惠政策人员的适龄子女。

## 争议
上课时间遭到延长
可园学校九年级上课时间被调整至45分钟一节课，早上上课时间为7:20，晚上放学时间为7:30。

### 学生自治团体遭到干涉
可园校园之声广播站为学生自主管理组织，是全校唯一由学生自主管理的校级部门，非特殊情况下不受干涉，广播站站员有选举权和被选举权，通过站员直选的方式选举出站长和两位副站长，选举周期为一年。但在2021年站长选举及其招新活动中遭到了校方的干涉，引发了一系列问题。

### 实行分班教学
可园学校采用分层的方式教学，截至2021年10月，该校九年级正实行分层教学制度。实行方式为将数学、英语分为4个A班，2个A-班及6个B班进行教学，以学生科目成绩作为分层标准分出A班及A-班的学生，其余学生随机分配至B班，采用不同的教学进度、教学难度、作业布置，弹性分层。对于分班方面，有学生及老师质疑B班是否为随机方式分出。值得注意的是，中华人民共和国教育部的《教育部等九部门关于印发中小学生减负措施的通知》中提到的“文件还要求学校整治办学行为，其中包括进行平行分班，不得超纲教学，不得对学生考试成绩进行排名”一项，该校均模糊其概念，实则并没有平行分班、纲内教学、考试不排名。

## 交通
路段为育苗路、湖中路、湖西路、惠康路。一条T字路口，设有红绿灯。

### 公交
| 可园学校 | 可园学校     | 可园学校 | 可园学校             | 可园学校                                          |
| 编号     | 路线         | 路线     | 路线                 | 备注                                              |
| -------- | ------------ | -------- | -------------------- | ------------------------------------------------- |
| 82       | 木棉湾总站   | ⇆        | 火车站               |                                                   |
| 822      | 南岭总站     | ⇆        | 青青家园             | 经南岭花园、木棉湾地铁站、街、德福花园            |
| M272     | 南岭总站     | ⇆        | 华为百草园           | 原 958                                            |
| 323      | 南岭总站     | ⇆        | 裕安西路公交总站     |                                                   |
| 377      | 南岭总站     | ⇆        | 福田交通枢纽公交场站 |                                                   |
| M281     | 南岭总站     | ⇆        | 下李朗总站           | 原 994                                            |
| M428     | 南岭总站     | ⇆        | 青青家园             | 经罗岗派出所、百合星城北、中学、西环路口；原 821B |
| B741     | 慢城总站     | ↺        | 百鸽笼地铁站         |                                                   |
| B954     | 南岭总站     | ↺        | 湖西兴龙路口         |                                                   |
| B896     | 百鸽笼地铁站 | ↺        | 百鸽笼地铁站         | 工作日服务                                        |

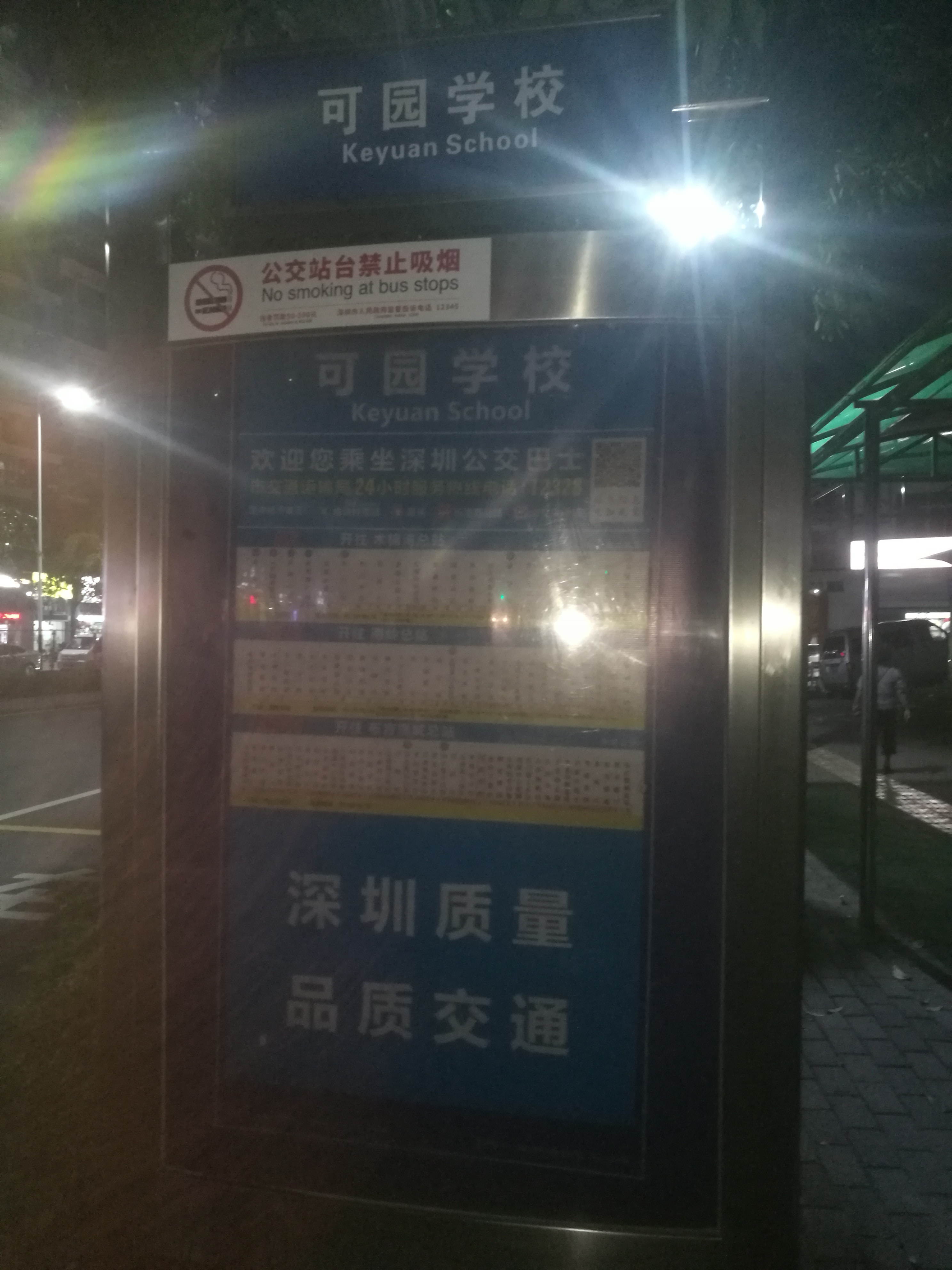
可园学校公交站
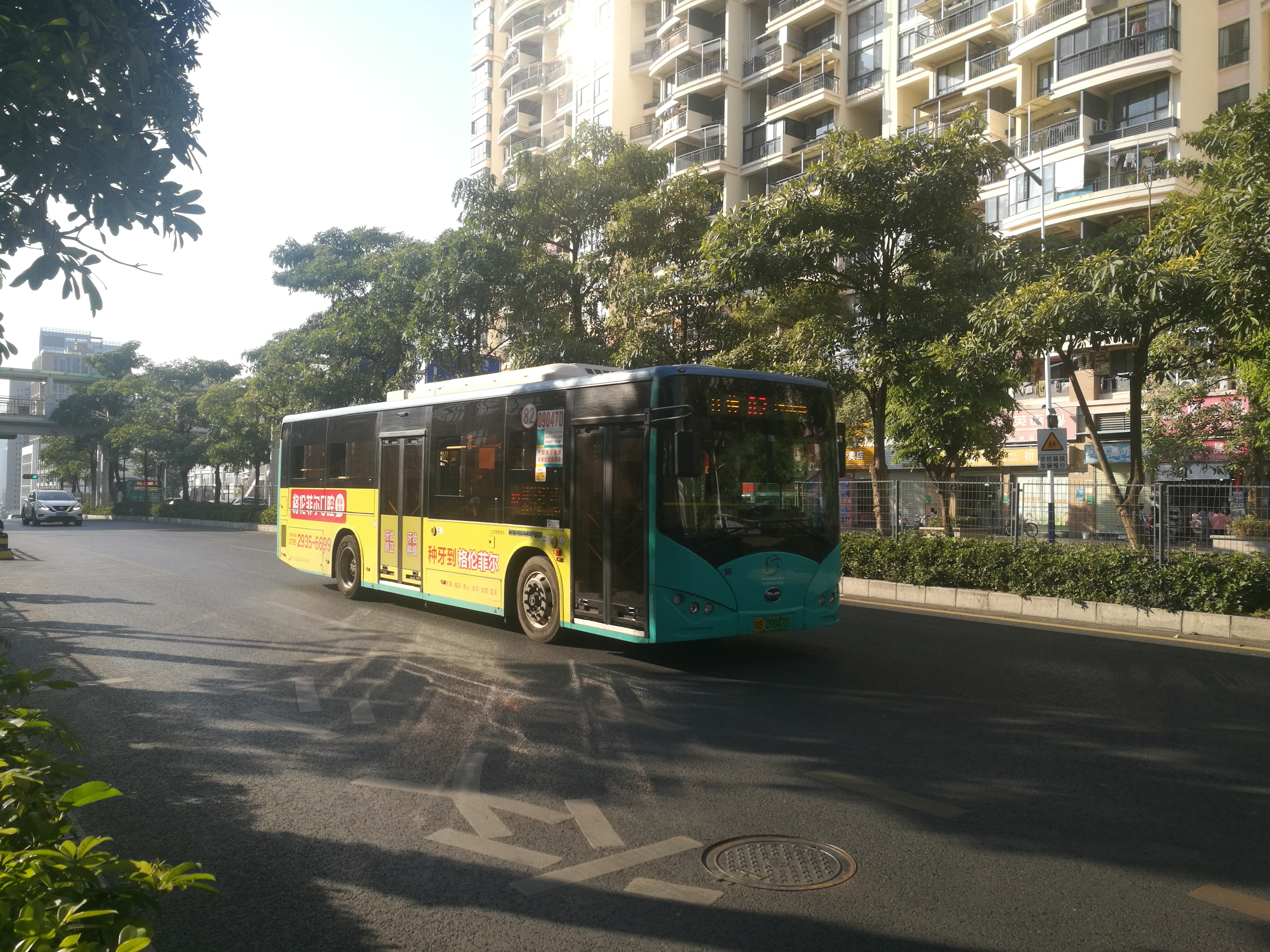
经过可园学校公交站的深圳公交82路
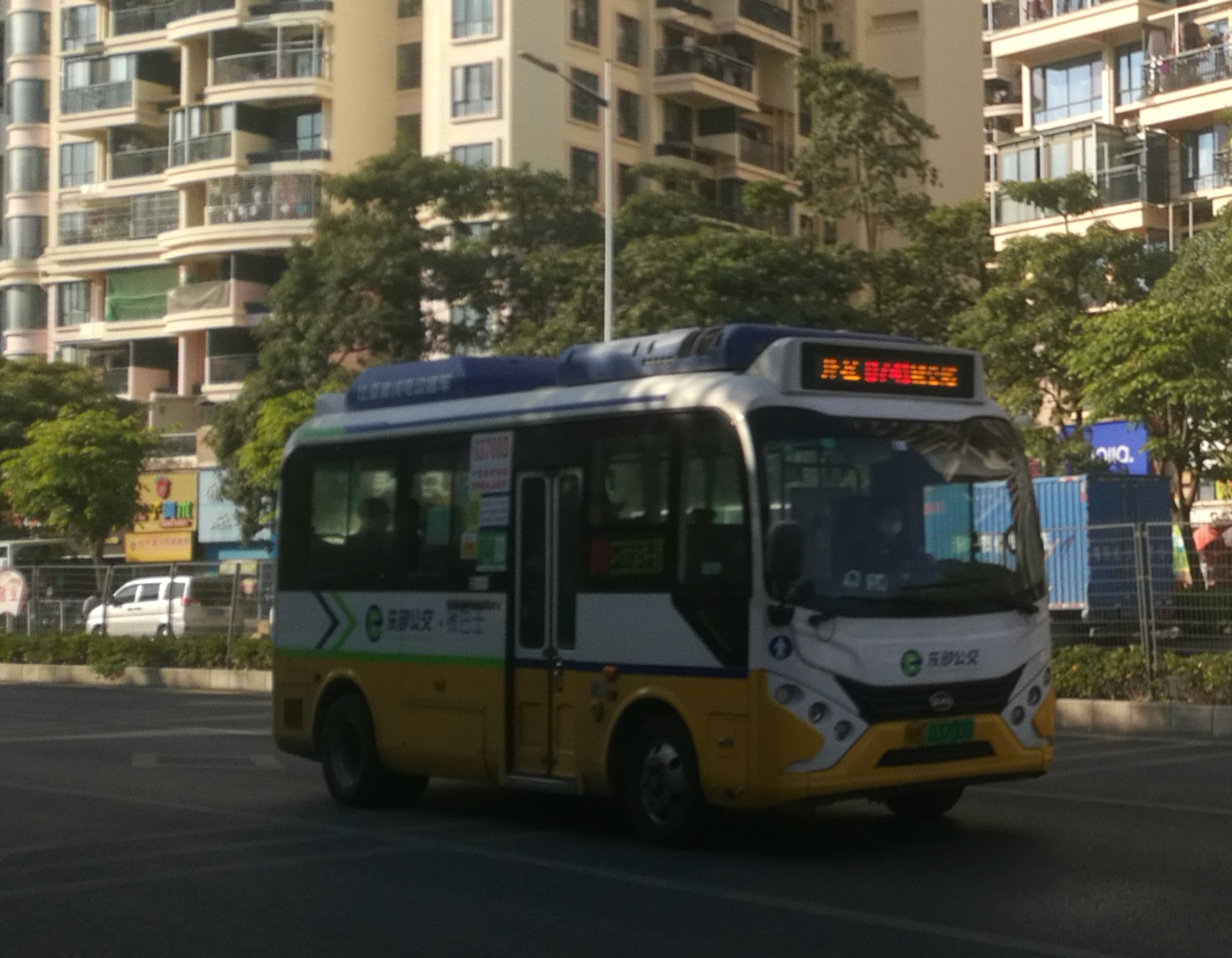
经过可园学校公交站的深圳公交B741路
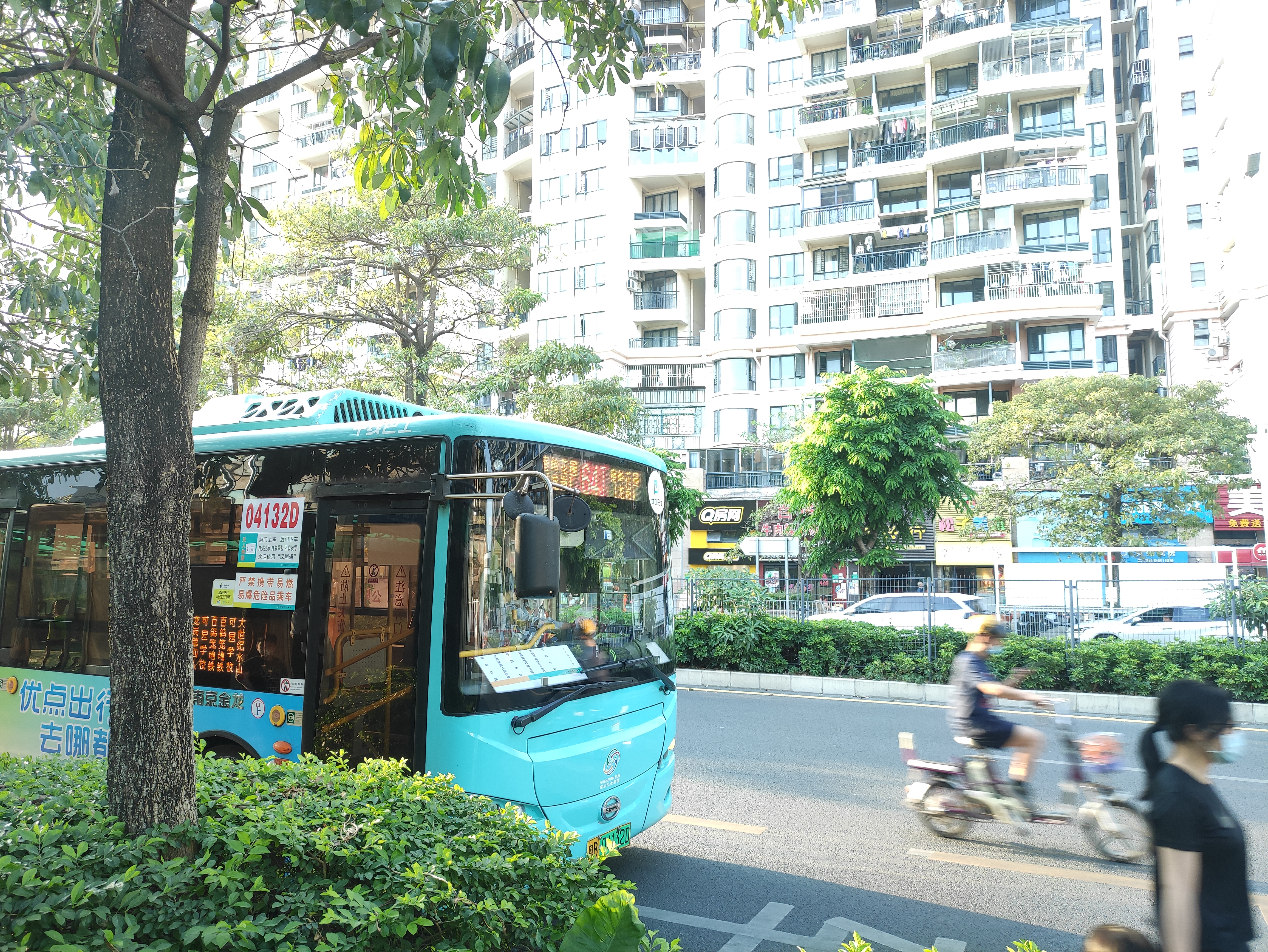
经过可园学校公交站的深圳公交64J路(已撤销)

### 地铁
深圳地铁█5号线：百鸽笼站。

## 误区
深圳市可园学校是一所位于深圳市龙岗区的九年一贯制义务教育学校，与东莞市可园中学区分，两者并无关联。